# Jean Le Boël
Pour les articles homonymes, voir Boël.
Jean Le Boël est un éditeur, poète, romancier, nouvelliste et essayiste français né en 1948 à Boulogne-sur-Mer (France).

## Biographie
Pendant ses études en lettres classiques, il exerce divers métiers, y  compris dans la mécanique et le monitorat de voile. Actuellement directeur littéraire des éditions Henry, il a aussi enseigné le latin et l'ancien français à l'Université, entre autres,.
Jean Le Boël est le secrétaire général actuel du PEN Club français,,,, ainsi que membre du conseil d'administration  de la Maison de Poésie – Fondation Émile Blémont , en tant que secrétaire général,.
Il est le fondateur et directeur de la maison d'édition Henry située à Montreuil-sur-Mer (Pas-de-Calais).
- Animateur d'ateliers d'écriture dans le cadre de l’Éducation nationale et celui de l'Assistance Publique-Hôpitaux de Paris, couronnés par la publication d'ouvrages Regards croisés, Instants donnés, ainsi que pour Réseau Emploi Solidarité.
- Fondateur et directeur de publication de la revue Écrit(s) du Nord.
- Vice-président de la Maison de la Poésie du Nord/ Pas-de-Calais.
- Membre du Conseil d'Administration de l'Association des éditeurs du Nord et du Pas-de-Calais.

## Prix et distinctions
- 2009 : obtention de la bourse Poncetton de poésie 2009 décernée par la Société des gens de lettres pour son recueil de poèmes Le Paysage immobile[10].
- 2020 : lauréat du Prix Mallarmé 2020 pour son recueil de poèmes jusqu'au jour[11],[12].

## Œuvres

### Recueil de poèmes
- Tessons : poèmes, Verton, Écrits du Nord, 1999, 56 p. (ISBN 9782912294098).
- Un homme, Verton (Pas de Calais), Écrits du Nord, 2001, 72 p. (ISBN 9782951484375)[13].
- À l'ombre du ciel  (ill. Jacques Dourlent), Montreuil-sur-Mer, Henry, 2002, 79 p. (ISBN 9782951580602).
- Lumière native  (préf. Patrice Deparpe, ill. Jacques Dourlent), Montreuil-sur-Mer, Henry (réimpr. 2009) (1re éd. 2202), 95 p. (ISBN 9782917698457).
- En ville  (ill. Isabelle Clément), Montreuil-sur-Mer, Henry, coll. « Les écrits du Nord », 2004, 69 p. (ISBN 9782901245148).
- Le paysage immobile, Montreuil-sur-Mer, Henry, DL, coll. « Les écrits du Nord », 2009, 77 p. (ISBN 9782917698198).
- Clôtures, Montreuil-sur-Mer, Henry, coll. « Les écrits du Nord », 2014, 72 p. (ISBN 9782364690790)[14].
- Et leurs bras frêles tordant le destin, Montreuil-sur-Mer, Éditions Henry, coll. « Ecrits du nord », 2017, 80 p. (ISBN 9782364691766)[15],[16],[17],[18].
- Pierres  (ill. Claire Audureau), Aubière, les Passerelles, coll. « Cahier des Passerelles, n° 46 », 2021, 18 p. (ISBN 9782369870586).
- jusqu'au jour, Montreuil-sur-Mer, Henry, 2020, 81 p. (ISBN 9782364692138)[19],[20],[21].

### Romans, nouvelles
- Les clefs de la mère Legris : en terre picarde au milieu des années cinquante ...  (ill. René Charles), Béthune (Pas-de-Calais), PPP, 1997, 26 p. (ISBN 9782912294005).
- La Saison des Tempêtes : chronique provinciale de l'année 1970, Béthune (Pas-de-Calais), PPP, 1998,122 p.  (ISBN 9782912294067)
- Paroles perdues : nouvelles, Montreuil-sur-Mer, Henry, 2002, 143 p. (ISBN 9782901245025).
- Les matineux, Montreuil-sur-Mer, Henry, coll. « Les écrits du Nord », 2003, 96 p. (ISBN 9782901245070).
- Concordances passées, Montreuil-sur-Mer, Henry, coll. « Les écrits du Nord », 2004, 127 p. (ISBN 9782901245247).
- Manzer, Montreuil-sur-Mer, Henry, DL, coll. « Les écrits du Nord », 2005, 126 p. (ISBN 9782901245292).
- Amoureuse mémoire, Montreuil-sur-Mer, Henry, 2007, 117 p. (ISBN 9782901245797).
- Margats de Saint-Pierre : histoires d'après-guerre, Montreuil-sur-Mer, Henry, 2007, 116 p. (ISBN 9782901245704).
- Dire encore, Douai, Les Éd. du Douayeul, coll. « Petits carnets précieux : série 2008 », 2008, 18 p. (ISBN 9782351330241).
- Fragments d'une autobiographie fictive : la mort de Louis XVI, Montreuil-sur-Mer, Henry, coll. « La vie comme elle va », 2009, 118 p. (ISBN 9782917698334).
- Là où leur chair s'est usée, Montreuil-sur-Me, Henry, coll. « Les écrits du Nord », 2012, 97 p. (ISBN 9782364690240)[22].
- La mère patrie : fragments d'une autobiographie fictive, Montreuil-sur-Mer, Henry, coll. « La vie comme elle va », 2015, 107 p. (ISBN 9782364691032).

### Essais
- Instants donnés : partager l'hôpital, Paris, Assistance publique-Hôpitaux de Paris, 2002, 76 p. (ISBN 9782914646024),
- Le sourire innombrable des mots, Montreuil-sur-Mer, Henry, DL, coll. « Les écrits du Nord », 2006, 311 p. (ISBN 9782901245537).
- Une passante : une lecture de "La ramasseuse d'épaves", 1880, de Francis Tattegrain, Ennetières-en-Weppes, Invenit, coll. « Ekphrasis. », 2010, 28 p. (ISBN 9782918698029).

### Anthologies
- Cahier d'arts et de littératures Chiendents, no 45, La parole Fraternelle.
- Sylvestre Clancier (dir.) (préf. Sylvestre Clancier), La poésie française 100 ans après Apollinaire : kaléidoscope 50 poètes - 50 styles, La Maison de Poésie, Fondation Émile Blémont, 2018 (ISBN 9782358600392).

### Littérature pour la jeunesse
- Laetitia Wallois &  Jean Le Boël; (ill. Jean-Michel Delambre), Louise et Gabriel se font un sang d'encre, Montreuil-sur-Mer, Henry, coll. « Scientifictions », 2008, 24 p. (ISBN 9782917698037).
- Sylvain Boulonnais & Jean Le Boël (ill. Jean-Michel Delambre), Louise et Gabriel s'y collent !, Montreuil-sur-Mer, Henry, coll. « Scientifictions », 2008, 23 p. (ISBN 9782917698044).
- Mildred Gressier & Jean Le Boël (ill. Jean-Michel Delambre), Louise et Gabriel ne veulent pas se casser la tête, Montreuil-sur-Mer, Henry, septembre 2008, 24 p. (ISBN 9782917698051)

### Revues (participation)
Aujourd'hui POÈME, Bacchanales, Décharge, Écrit(s) du Nord, La  Passe, Le feuilleton de la SGDLF, Le foudulire, Les Archers, Lieux d'être, Plein-Chant, Terre de Femmes, Texture... Pour l'Italie, Nuovo Contrappunto et Issimo.